# Гульєльмо Марконі
Гульє́льмо Марко́ні (італ. Guglielmo Marconi італійською: [ɡuʎˈʎɛlmo marˈkoːni]; 25 квітня 1874 — 20 липня 1937) — італійський науковець і винахідник («батько радіо»); Нобелівський лауреат у галузі фізики (1909) за роботи з бездротової телеграфії.

## Біографія

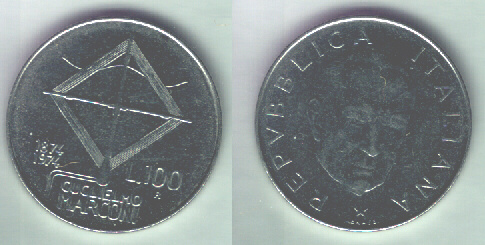
Ювілейні 100 італійських лір. Сто років із дня народження Гульєльмо Марконі

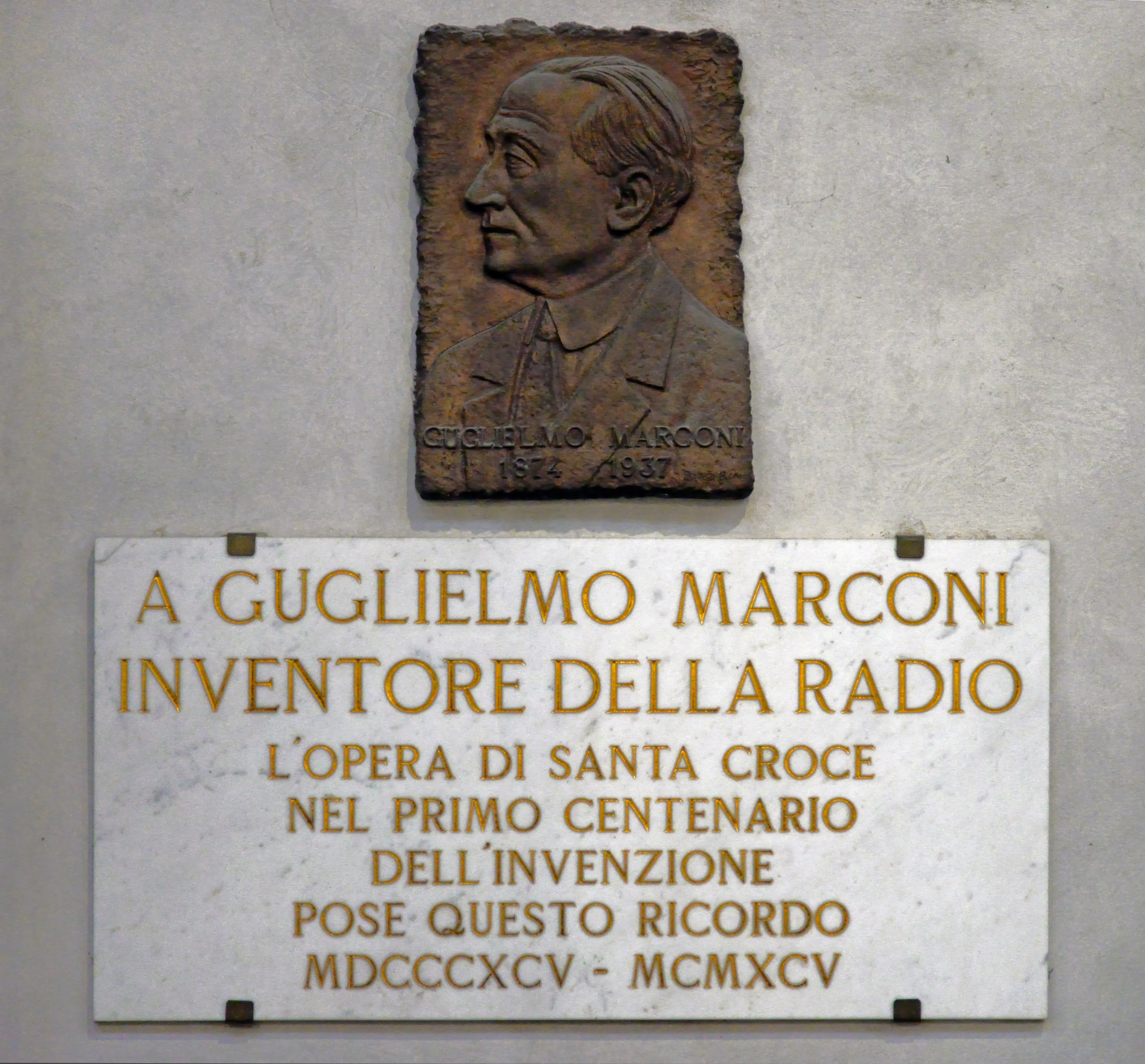
Меморіальна дошка в базиліці Санта-Кроче, Флоренція. Італія

Народився в Болоньї у родині великого землевласника. У 13 років вступив до технічного інституту в Ліворно. 1894 під впливом посмертно виданих праць Генріха Герца, а також Ніколи Тесли зацікавився питаннями передачі електромагнітних хвиль і став учнем професора з фізики Болонського університету Аугусто Рігі, що займався дослідженнями в цьому напрямку. Тоді ж у маєтку свого батька почав досліджувати сигналізацію за допомогою електромагнітних хвиль. 1895 року Марконі послав бездротовий сигнал зі свого саду в поле на відстань 3 км. Тоді ж запропонував використання бездротового зв'язку міністерству пошти та телеграфу, але одержав відмову.
На початку 1896 року приїхав до Великої Британії, де продемонстрував свій апарат: за допомогою абетки Морзе передав сигнал з даху лондонського поштамту до іншого будинку на відстань 1,5 км. Винахід зацікавив великого фізика В. Г. Пріса, який був директором британської пошти й телеграфу; під його керівництвом, Марконі повів подальші роботи. 2 червня 1896 року подав заявку на «удосконалення в передачі електричних імпульсів і сигналів і апаратури для цього». 2 вересня 1896 здійснив першу публічну демонстрацію свого винаходу на рівнині Солсбері, добившись передачі радіограм на відстань 3 км.
Як передавач Марконі застосував генератор Герца в модифікації Рігі, як приймач — прилад Попова (створений на основі приладу Лоджа), у який Марконі ввів розроблений ним вакуумний когерер, що підвищив стабільність роботи приладу і його чутливість, а також дросельні котушки.
2 липня 1897 року одержав патент і вже 20 липня створив і організував велике акціонерне товариство («Марконі К°»). Для роботи у своїй фірмі Марконі запросив багатьох відомих учених та інженерів. Улітку того ж року здійснив передачу радіосигналів на 14 км через Бристольську затоку, у жовтні — на відстань 21 км. У листопаді того ж року побудував першу стаціонарну радіостанцію на острові Вайт, забезпечивши зв'язок острова з материком на відстані 23 км. У травні 1898 року вперше застосував систему настроювання (на принципах, відкритих у попередньому році Олівером Лоджем); запатентував її в 1900 році (патент № 7777). У тому ж році відкрив у Челмсфорді перший «завод бездротового телеграфу», на якому працювали 50 людей.
Величезний вплив на подальший розвиток радіотехніки справила помилкова точка зору Марконі, що електромагнітні хвилі можуть без великих втрат проходити через ґрунт і воду. Він всіх переконував, що можлива передача радіохвиль на величезні відстані (опоненти стверджували, що проходження радіохвиль можливе тільки в умовах прямої видимості і радіопередача на далекі відстані буде неможливою через кривину Землі). У дійсності втрати при проходженні радіохвиль через ґрунт і воду величезні, що знав ще Тесла, але радіохвилі досить низької частоти можуть відбиватися від іоносфери й огинати всю Земну кулю. Керуючись помилковою вірою, Марконі в грудні 1901 року організував перший радіозв'язок через Атлантичний океан (передав букву S абетки Морзе). Наприкінці наступного року було налагоджено регулярний трансатлантичний радіозв'язок.
1905 року запатентував спрямований зв'язок.
1919 року — повноважний представник Італії на Паризькій мирній конференції. Від імені Італії підписав мирні договори з Австрією й Болгарією.
1922 року розпочав регулярну трансляцію радіопередач із Ессекса.
1932 року встановив перший радіотелефонний мікрохвильовий зв'язок. 1934 року продемонстрував можливість застосування мікрохвильової телеграфії для потреб навігації у відкритім морі.
Останні роки життя провів в Італії. Член Фашистської партії з 1923 року (згодом — член Великої Ради партії). Сенатор.
У 2001 році Королівський монетний двір Великої Британії випустив біметалічну пам'ятну монету вартістю 2 фунти на честь сторіччя першого сеансу трансатлантичного радіозв'язку.

## Пам'ять
На його честь названо астероїд, кратер на зворотному боку Місяця, університет, школа, аеропорт, міст, футбольний клуб, частина мису Кейп-Код, парк. 

## Патенти

### Патенти Великої Британії
- British patent No. 12,039 [Архівовано 23 червня 2011 у Wayback Machine.], Date of Application 2 June 1896; Complete Specification Left, 2 March 1897; Accepted, 2 July 1897 (later claimed by Oliver Lodge to contain his own ideas which he failed to patent)

### Американські патенти
- U.S. Patent 0 586 193 «Transmitting electrical signals», (using Ruhmkorff coil and Morse code key) filed December 1896, patented July, 1897
- U.S. Patent 0 624 516 «Apparatus employed in wireless telegraphy».
- U.S. Patent 0 627 650 «Apparatus employed in wireless telegraphy».
- U.S. Patent 0 647 007 «Apparatus employed in wireless telegraphy».
- U.S. Patent 0 647 008 «Apparatus employed in wireless telegraphy».
- U.S. Patent 0 647 009 «Apparatus employed in wireless telegraphy».
- U.S. Patent 0 650 109 «Apparatus employed in wireless telegraphy».
- U.S. Patent 0 650 110 «Apparatus employed in wireless telegraphy».
- U.S. Patent 0 668 315 «Receiver for electrical oscillations».
- U.S. Patent 0 760 463 «Wireless signaling system».
- U.S. Patent 0 792 528 «Wireless telegraphy». Filed 13 October 1903; Issued 13, 1905.
- U.S. Patent 0 676 332 «Apparatus for wireless telegraphy» (later practical version of system)
- U.S. Patent 0 757 559 «Wireless telegraphy system». Filed 19 November 1901; Issued 19 April 1904.
- U.S. Patent 0 760 463 «Wireless signaling system». Filed 10 September 1903; Issued 24 May 1904.
- U.S. Patent 0 763 772 «Apparatus for wireless telegraphy» (Four tuned system; this innovation was predated by N. Tesla, O. Lodge, and J. S. Stone)
- U.S. Patent 0 786 132 «Wireless telegraphy». Filed 13 October 1903
- U.S. Patent 0 792 528 «Wireless telegraphy». Filed 13 October 1903; Issued 13 June 1905.
- U.S. Patent 0 884 986 «Wireless telegraphy». Filed 28 November 1902; Issued 14 April 1908.
- U.S. Patent 0 884 987 «Wireless telegraphy».
- U.S. Patent 0 884 988 «Detecting electrical oscillations». Filed 2 February 1903; Issued 14 April 1908.
- U.S. Patent 0 884 989 «Wireless telegraphy».
- U.S. Patent 0 935 381 «Transmitting apparatus for wireless telegraphy». Filed 10 April 1908; Issued 28 September 1909.
- U.S. Patent 0 935 382 «Apparatus for wireless telegraphy».
- U.S. Patent 0 935 383 «Apparatus for wireless telegraphy». Filed 10 April 1908; Issued 28 September 1909.
- U.S. Patent 0 954 640 «Apparatus for wireless telegraphy». Filed 31 March 1909; Issued 12 April 1910.
- U.S. Patent 0 997 308 «Transmitting apparatus for wireless telegraphy». Filed 15 July 1910; Issued 11 July 1911.
- U.S. Patent 1 102 990 «Means for generating alternating electric currents». Filed 27 January 1914; Issued 7 July 1914.
- U.S. Patent 1 148 521 «Transmitter for wireless telegraphy». Filed 20 July 1908.
- U.S. Patent 1 226 099 «Transmitting apparatus for use in wireless telegraphy and telephony». Filed 31 December 1913; Issued 15 May 1917.
- U.S. Patent 1 271 190 «Wireless telegraph transmitter».
- U.S. Patent 1 377 722 «Electric accumulator». Filed 9 March 1918
- U.S. Patent 1 148 521 «Transmitter for wireless telegraphy». Filed 20 July 1908; Issued 3 August 1915.
- U.S. Patent 1 981 058 «Thermionic valve». Filed 14 October 1926; Issued 20 November 1934.